# Nahr-e Şāleḩ
Nahr-e Şāleḩ är en ort i Iran.   Den ligger i provinsen Khuzestan, i den västra delen av landet, 600 km söder om huvudstaden Teheran. Nahr-e Şāleḩ ligger 7 meter över havet och antalet invånare är 295.
Terrängen runt Nahr-e Şāleḩ är mycket platt. Runt Nahr-e Şāleḩ är det ganska tätbefolkat, med 54 invånare per kvadratkilometer. Närmaste större samhälle är Shādegān, 5,8 km söder om Nahr-e Şāleḩ. Omgivningarna runt Nahr-e Şāleḩ är i huvudsak ett öppet busklandskap.